# Kyiv Triathlon Cup
Kyiv Triathlon Cup — наименование международного соревнования по триатлону в Киеве, Украина.

## О соревнованиях
28 июня в рамках этапа Кубка Европы по триатлону (Kyiv ETU Triathlon Cup) в столице Украины прошли международные соревнования по триатлону на олимпийскую дистанцию — Kyiv Triathlon Cup.

## Сроки и место проведения
28 июня 2014 г. в г. Киеве, Почтовая площадь.
Олимпийская дистанция общей протяжённостью 51,5 км:
- плавание 1500 м;
- велосипедная дистанция протяжённостью 40 км;
- беговая дистанция протяжённостью 10 км.

## Старт и Финиш
Старт: Киевский водный стадион (Оболонский район);
- Транзитная зона 1 — Киевский водный стадион (Оболонский район);
- Транзитная зона 2 — ул. Набережно-Крещатицкая (возле 5 причала);

Финиш: Контрактовая Площадь.